# Feminism WTF
Feminism WTF ist ein österreichischer Dokumentarfilm über Feminismus von Katharina Mückstein. Die Weltpremiere fand am 18. März 2023 in Kopenhagen auf dem CPH:DOX Dokumentarfilmfestival statt. In Österreich hatte der Film am 24. März 2023 im Rahmen des Diagonale Filmfestivals Premiere und gewann den Publikumspreis. Der Kinostart in Österreich war am 31. März 2023.

## Handlung
Der Dokumentarfilm Feminism WTF liefert einen umfassenden Einblick in aktuelle Definitionen, Themen und Ziele des Feminismus. Katharina Mückstein interviewt dafür verschiedene Fachleute aus Politik- und Sozialwissenschaften, Männlichkeitsforschung, Gender-, Queer- und Trans-Studies, die Einblicke in ihre Fachgebie und aktuelle Forschung geben. Sie alle gehen der Frage nach, wie Macht- und Abhängigkeitsverhältnisse in der Gesellschaft aufgebrochen werden können. Dabei wird auf die Themen Zweigeschlechtlichkeit, Care-Arbeit, Kapitalismuskritik, europäischer Kolonialismus, sexuelle Freiheit, Rassismus und Klimagerechtigkeit eingegangen. Mückstein bedient sich dabei einer queerfeministischen und intersektionalen Perspektive. Zur Auflockerung werden zwischen den Gesprächen Tanzszenen und Musiksequenzen eingespielt.

## Produktion und Hintergrund
Die Dokumentation Feminism WTF wurde von La Banda Film und Nikolaus Geyrhalter Filmproduktion in Zusammenarbeit mit dem Österreichischen Filminstitut, dem Filmfonds Wien, ORF Film/Fernsehabkommen und FISA – Filmstandort Austria produziert. Gedreht wurde in Wien in einem verlassenen Bürohaus.
Ursprünglich wollte Mückstein einen englischsprachigen Film mit Personen aus den USA, Australien und dem Vereinigten Königreich drehen. Aufgrund der Reisebeschränkungen während der Covid-19-Pandemie wurde das Konzept umgeschrieben. Die Beiträge in der Dokumentation kommen aus deutschsprachigen Ländern, mit insgesamt elf Personen aus verschiedenen Disziplinen, von Biologie und Linguistik bis hin zu Politik- und Erziehungswissenschaften.
In Feminism WTF setzt Regisseurin Katharina Mückstein die Interviewten in einen filmischen Dialog mit Tanz- und Sozialexperimentsequenzen. Diese sollen auf die Körperlichkeit von Wissen aufmerksam machen, denn ein weißer Körper macht laut Mückstein in einer weißen Gesellschaft andere Erfahrungen als ein schwarzer Körper. Und ebenso würde ein Frauenkörper andere Erfahrungen als ein Männerkörper machen. Damit einher gehen gewisse Privilegien, die Mückstein im Film sichtbar macht.
Die Personen, mit denen für den Dokumentarfilm Interviews geführt wurden, sind Maisha Auma, Persson Perry Baumgartinger, Astrid Biele Mefebue, Nikita Dhawan, Christoph May, Sigrid Schmitz, Franziska Schutzbach, Rona Torenz, Paula Villa Braslavsky, Laura Wiesböck und Emilene Wopana Mudimu.

## Rezeption
Michael Omasta bezeichnet Feminism WTF in seinem Artikel im Falter als „kämpferischen Film“, ein Eindruck, der einerseits durch die Gestik und Ausstattung der Tanzenden und andererseits über die Schlagkraft der feministischen Standpunkte aus den Interviews entsteht.
Julia Schafferhofer schreibt in der Kleinen Zeitung, dass Katharina Mückstein mit ihrem Film auf kompetente und leicht verständliche Weise Antworten auf komplexe Fragen der Gesellschaft liefert, und das auf poppige, lustvolle Art.
Oliver Armknecht bewertete den Film auf film-rezensionen.de mit sieben von zehn Punkten. Der Film befasse sich mit dem Themenkomplex Feminismus, wozu auch Gedanken zu Kolonialismus und gefestigten Geschlechterrollen gehören. Die zumeist intellektuellen Interviews würden durch mehrere Punkte aufgelockert. Etwas schade sei, dass diese verschiedenen Zugänge nacheinander durchgemacht werden, anstatt mehr auf Austausch zu gehen.
Johannes Grenzfurthner erwähnt den Film im Magazin Profil kritisch. Der Film präsentiere "eine pastellige Wohlfühlorgie des (intersektionalen) Feminismus", kehre aber andere Ansätze – wie etwa den Radikalfeminismus oder auch sex positivity – unter den Teppich und verbreite "teils schwurbelige Aussagen".

## Auszeichnungen (Auswahl)
- 2023: Publikumspreis bei der Diagonale[4]
- 2023: DOK.fest-München-Nominierung in der Kategorie VIKTOR DOK.deutsch[18]